# Gösta Grönberg
Gösta Grönberg, född 14 december 1871 i Stockholm, död 1934, var en svensk zoolog.
Han blev filosofie doktor i Uppsala 1901, förordnades samma år till lärare i zoologi vid Skogsinstitutet i Stockholm och utnämndes 1902 till docent i zoologi vid Stockholms högskola. Grönberg deltog som zoolog i Andrées färd till Spetsbergen 1896.

## Skrifter (urval)
- Beiträge zur Kenntniss der Gattung Tubularia (1897)
- Die Hydroidmedusen des arktischen Gebietes (1890)
- Die Ontogenese eines niederen Säugergehirns (1901)
- Skogens viktigaste skadeinsekter (1907)